# Vela ai Giochi della XXIX Olimpiade - Yngling
Le gare di vela della classe yngling valide per la XXIX Olimpiade si sono svolte dal 10 al 17 agosto 2008 a Tsingtao nel Centro velico internazionale di Tsingtao.

## Formato
Le 15 imbarcazioni in gara, composte da un timoniere e due membri dell'equipaggio, si sono confrontate su 8 regate "regolari" che assegnavano dei punti di penalità all'aumentare della posizione raggiunta. Al termine delle prime otto regate, le prime dieci della classifica provvisoria si sono affrontate in na medalrace che assegnava penalità raddoppiate.

## Risultati
| Pos. | Nazione                                                                               | Race | Race  | Race | Race  | Race | Race  | Race | Race  | Race | Race  | Race | Race  | Race | Race  | Race | Race  | Race      | Race      | Race   |
| Pos. | Nazione                                                                               | 1    | 1     | 2    | 2     | 3    | 3     | 4    | 4     | 5    | 5     | 6    | 6     | 7    | 7     | 8    | 8     | Medalrace | Medalrace | Totale |
| Pos. | Nazione                                                                               | Pos  | Punti | Pos  | Punti | Pos  | Punti | Pos  | Punti | Pos  | Punti | Pos  | Punti | Pos  | Punti | Pos  | Punti | Pos       | Punti     | Totale |
| ---- | ------------------------------------------------------------------------------------- | ---- | ----- | ---- | ----- | ---- | ----- | ---- | ----- | ---- | ----- | ---- | ----- | ---- | ----- | ---- | ----- | --------- | --------- | ------ |
|      | Regno Unito Timoniere Sarah Ayton Equipaggio Sarah Webb Pippa Wilson                  | 2    | 2.0   | 3    | 3.0   | 4    | 4.0   | 7    | 7.0   | 4    | 4.0   | 2    | 2.0   | 2    | 2.0   | 5    | 5.0   | 1         | 2.0       | 31.0   |
|      | Paesi Bassi Timoniere Mandy Mulder Equipaggio Annemieke Bes Merel Witteveen           | 9    | 9.0   | 1    | 1.0   | 2    | 2.0   | 13   | 13.0  | 1    | 1.0   | 5    | 5.0   | 4    | 4.0   | 1    | 1.0   | 4         | 8.0       | 44.0   |
|      | Grecia Timoniere Sofia Bekatōrou Equipaggio Virginia Kravarioti Sofia Papadopoulou    | 10   | 10.0  | 12   | 12.0  | 9    | 9.0   | 3    | 3.0   | 2    | 2.0   | OCS  | 16.0  | 3    | 3.0   | 3    | 3.0   | 3         | 6.0       | 64.0   |
| 4    | Germania Timoniere Ulrike Schümann Equipaggio Ute Höpfner Julia Bleck                 | 8    | 8.0   | 7    | 7.0   | 7    | 7.0   | 11   | 11.0  | 11   | 11.0  | 3    | 3.0   | 5    | 5.0   | 13   | 13.0  | 2         | 2.0       | 69.0   |
| 5    | Francia Timoniere Anne le Helley Equipaggio Catherine Lepesant Julie Gerecht          | 4    | 4.0   | 15   | 15.0  | 1    | 1.0   | 14   | 14.0  | 5    | 5.0   | 10   | 10.0  | 10   | 10.0  | 2    | 2.0   | 5         | 10.0      | 71.0   |
| 6    | Russia Timoniere Ekaterina Skudina Equipaggio Diana Krutskikh Natalia Ivanova         | 3    | 3.0   | 8    | 8.0   | 12   | 12.0  | 10   | 10.0  | 15   | 15.0  | 1    | 1.0   | 6    | 6.0   | 6    | 6.0   | 5         | 10.0      | 71.0   |
| 7    | Stati Uniti Timoniere Sally Barkow Equipaggio Carrie Howe \|Deborah Capozzi           | 14   | 14.0  | 2    | 2.0   | 8    | 8.0   | 5    | 5.0   | 6    | 6.0   | 11   | 11.0  | 1    | 1.0   | 10   | 10.0  | 9         | 18.0      | 75.0   |
| 8    | Cina Timoniere Song Xiaqun Equipaggio Yu Yanli Li Xiaoni                              | 7    | 7.0   | 5    | 5.0   | DSQ  | 16.0  | 4    | 4.0   | 13   | 13.0  | 6    | 6.0   | 8    | 8.0   | 4    | 4.0   | 8         | 16.0      | 79.0   |
| 9    | Norvegia Timoniere Siren Sundby Equipaggio Lise Birgitte Fredriksen Alexandra Koefoed | 12   | 12.0  | 13   | 13.0  | 5    | 5.0   | 1    | 1.0   | 3    | 3.0   | 13   | 13.0  | 12   | 12.0  | 11   | 11.0  | 7         | 14.0      | 84.0   |
| 10   | Australia Timoniere Krystal Weir Equipaggio Karyn Gojnich Angela Farrell              | 1    | 1.0   | 11   | 11.0  | 6    | 6.0   | 12   | 12.0  | 7    | 7.0   | 7    | 7.0   | 9    | 9.0   | 8    | 8.0   | DSQ       | 22.0      | 83.0   |
| 11   | Finlandia Timoniere Silja Lehtinen Equipaggio Maria Klemetz Livia Väresmaa            | 6    | 6.0   | 6    | 6.0   | 3    | 3.0   | 8    | 8.0   | 10   | 10.0  | OCS  | 16.0  | 15   | 15.0  | 12   | 12.0  | -         | -         | 76.0   |
| 12   | Sudafrica Timoniere Dominique Provoyeur Equipaggio Kim Rew Penny Alison               | 13   | 13.0  | 10   | 10.0  | 11   | 11.0  | 2    | 2.0   | 12   | 12.0  | 8    | 8.0   | 13   | 13.0  | 7    | 7.0   | -         | -         | 76.0   |
| 13   | Canada Timoniere Jennifer Provan Equipaggio Martha Henderson Katie Abbott             | 5    | 5.0   | 4    | 4.0   | 10   | 10.0  | 15   | 15.0  | 9    | 9.0   | 12   | 12.0  | 11   | 11.0  | 15   | 15.0  | -         | -         | 81.0   |
| 14   | Spagna Timoniere Mónica Azón Equipaggio Sandra Azón Graciela Pisonero                 | 11   | 11.0  | 9    | 9.0   | 14   | 14.0  | 6    | 6.0   | 14   | 14.0  | 4    | 4.0   | 14   | 14.0  | 9    | 9.0   | -         | -         | 81.0   |
| 15   | Italia Timoniere Chiara Calligaris Equipaggio Francesca Scognamillo Giulia Pignolo    | 15   | 15.0  | 14   | 14.0  | 13   | 13.0  | 9    | 9.0   | 8    | 8.0   | 9    | 9.0   | 7    | 7.0   | 14   | 14.0  | -         | -         | 89.0   |